# Henri Vandenabeele
Henri Vandenabeele (* 15. dubna 2000) je belgický profesionální silniční cyklista jezdící za UCI ProTeam Lotto–Dstny.

## Hlavní výsledky
2017
2. místo GP Ernest Beco
8. místo La Phlippe Gilbert Juniors
2018
vítěz Course de Côte Herbeumont Juniors
Ain Bugey Valromey Tour
2. místo celkově
3. místo Sint-Maria-Lierde
3. místo GP Ernest Beco
7. místo Bernaudeau Junior
Ster van Zuid-Limburg
9. místo celkově
9. místo La Route des Géants
2019
3. místo Sint-Lievens-Houtem
2020
Ronde de l'Isard
2. místo celkově
 vítěz bodovací soutěže
 vítěz vrchařské soutěže
vítěz etapy 2a
Giro Ciclistico d'Italia
2. místo celkově
Giro della Friuli Venezia Giulia
10. místo celkově
 vítěz soutěže mladých jezdců
10. místo Il Piccolo Lombardia
2021
Giro Ciclistico d'Italia
3. místo celkově
2022
Kolem Ománu
9. místo celkově
Kolem Turecka
10. místo celkově

### Výsledky na Grand Tours
| Grand Tour      | 2022 |
| --------------- | ---- |
| Giro d'Italia   | —    |
| Tour de France  | —    |
| Vuelta a España | DNF  |

| —   | Nezúčastnil se |
| DNF | Nedokončil     |